# ユ・ヘジュン
ユ・ヘジュン（Yoo, Hae Joon、ハングル：유해준、1968年 - ）は、韓国の作・編曲家、歌手、音楽プロデューサー。

## 来歴
1968年ソウル生まれ。ソウル芸術大学実用音楽科卒業。韓国徴兵制により海軍に入隊し、海外25カ国を巡回演奏。除隊後、作曲家、ギタリストとして、ピョン・ジンソプ、パク・ワンギュ、チャン・ヘジン、イ・ヒョヌ、チョン・ジェウクらの公演やレコーディングに参加。
1998年、男性デュオ“CAN”結成時、「チョンサンヨン（天上縁）」が大ヒット。
2001年、ドラマ“冬のソナタ”主題歌「最初から今まで」を作曲。
現在は、作詞・作曲・歌・演奏はもちろん、音楽プロデューサーとして活躍中。
自ら歌った2005年ドラマ“プラハの恋人”主題歌「タンハナエサラン(ただひとつの愛）」は、着メロダウンロード100万件を突破し、韓国内において歌手として再び注目された。
2005年暮れ、内田裕也プロデュースによる日中韓同時開催“第33回　NEW YEAR ROCK FESTIVAL”に参加。
2006年１月、日本国内12ヶ所で“冬のソナタ・スペシャルコンサート・ツアー”に参加。
同年、『チグエソ地球の空の下で』（NHK“みんなのうた”作曲、歌）で日本デビュー。切ないハスキーヴォイスのこの歌は、「日韓合作大泣き歌」（雑誌“AERA”／朝日新聞社)と賞され、HipHopのカリスマ、MC RYUの熱い声援を受けた。　
2007年より、平原綾香、倉木麻衣、堀内孝雄、藤本美貴、前田有紀、浅岡雄也、さかなクン、タッキー＆翼等、数多くの日本のアーティストたちに作品提供を続けている。
2008年、堀内孝雄アルバム「オールド・フレンズ」のサウンド・プロデュースを担当。
2009年、MC RYU、Jeff Miyaharaらと共に、さかなクンが歌う『コイシテイルカ』（NHK“みんなのうた”）を制作。
2010-11年、日本国内でのK-POPライブ等に数多く出演。東日本大震災に心を痛め作曲した「友よ」がタッキー＆翼によって歌われる。（NHK“みんなのうた”）
また日本だけでなく、海外でも、主題歌やOSTの作・編曲、歌を手がけた韓国ドラマ“プラハの恋人”“ミスター・グッバイ”“魔王”などが続々と放映されている。

## 主な作品

### 韓国（作曲・編曲）
パク・サンミン／「ムギヨ　チャリッコラ!（武器よさらば!)」「エウオン（哀願）」＊｢ムギヨ～｣は、国民的歌謡としてカラオケで歌い継がれるコミカルな大ヒットソング。台湾で、姜育恒がカヴァーして歌っている。　　　
ＣＡＮ／「チョンサンヨン（天上恋）」「カラガラ（帰れ帰れ）」
パク・ワンギュ／「チョニョネ　サラン（千年の愛）」「欲望という名前」「After you've gone」2011年「サランイ　アップタ（愛が痛い）」「サランハギ　チョネヌン（愛する前には）」
チョン・ジェウク／「チャルガヨ（さよなら）」
イ・ヒョヌ／「ピガ　ワヨ（雨が降るよ）」　　
ピョン・ジンソプ／「FIGHTIN'」
パク・カンソン／「アルムダウン　サラマ（美しい人よ）」
SHAYNE／2012年アルバム「SHAYNE'S WORLD」プロデュース
アン・ジェウク／「Best Friend」(作詞も）「ク　ニョソッ（あいつ）」(2012年アルバム「at this moment」) 　他多数

ドラマ“冬のソナタ”主題歌／「チョウムプト チグムカジ（はじめからいままで）」
ドラマ“ガラスの靴”主題歌、挿入歌／「ノエゲロ ガヌン ギル（あなたに向かう道）」ほか
ドラマ“黄金のりんご”挿入歌／「カヌンゴニ」　　　
ドラマ“ミスターグッバイ”主題歌／「チョングク カットゥン ノ（天国のような君）」　　
ドラマ“魔王”愛のテーマ／JKキム・ドンウク「サラン　ハジマラヨ（愛さないでください）」
ドラマ“みんなでチャチャチャ”挿入歌／「サランハムニダ（愛しています）」　他多数

映画“シルラエタルバム（新羅の月夜）”主題歌
映画“アタック・ザ・ガスステーション”OST　他多数

### 韓国（歌唱／作・編曲含む）
「チョウムプト チグムカジ（はじめからいままで）」（ドラマ“冬のソナタ”主題歌　＊ドラマでは歌手Ｒｙｕが歌ったが、韓国において、作曲家ユ・ヘジュン歌唱によるバージョンもレコーディングされている。【韓国2002年】）
「ノルル　チキョジュルコヤ（君を守ってあげる）」（韓国ドラマ“ガラスの靴”挿入歌【韓国2002年】）
「タン　ハナエ　サラン（ただひとつの愛）」（韓国ドラマ“プラハの恋人”主題歌【韓国2005年】）
「チョングク　カットゥンノ（天国のような君）」（韓国ドラマ“ミスターグッドバイ”主題歌【韓国2006年】）
「ナエゲ　クデマニ（僕には君だけが）」（韓国ドラマ“みんなでチャチャチャ”挿入歌【韓国2010年】）
「The Stranger」ユ・ヘジュンバンド (YooHaeJoon Band) - Single Part 01【韓国2012年】）
「Cheers My Life」ユ・ヘジュンバンド (YooHaeJoon Band) - Single Part 02【韓国2012年】）
「空にできない愛」（韓国ドラマ“狂った愛”挿入歌【韓国2013年】）

### 日本（作・編曲）
イ・セジュン（ユリサンジャ）／「オンジェナ　オジク　クデルル（いつでもただ君を）」（作詞／もりちよこ、ユ・ヘジュン、イ・セジュン　作・編曲／ユ・ヘジュン　＊日韓合作アニメ“冬のソナタ”主題歌【日本2010年】）
平原綾香／「感謝」「カムサ（感謝ハングルバージョン）」（作詞／もりちよこ　作曲／ユ・ヘジュン　編曲／西脇辰也
＊韓国ドラマ“クジョ　パラ　ポダガ（ただ見守っていて）邦題：アクシデントカップル”挿入歌。＊韓国ドラマで日本の歌手が韓国語で歌った初めての歌として話題を呼んだ）
堀内孝雄／「置き手紙」（ユ・ヘジュン　サウンド・プロデュース、編曲。＊演奏には、韓国のトップミュージシャンらが参加した。）　「再愛」（日本語詞／もりちよこ　作・編曲／ユ・ヘジュン　＊韓国ドラマ“ガラスの靴”【韓国2002年】挿入歌「君を守ってあげる」をリメイク）　
前田有紀／「ケンチャナ～大丈夫～」＊一部、歌詞を韓国語で歌っている。「ミアネヨ～ごめんなさい～」「ソウルの雨」「釜山発」「サランヘ〜愛してる〜」等の韓国歌謡シリーズ　（作詞／もりちよこ　作曲／ユ・ヘジュン　編曲／ユ・ヘジュン　矢野立美　若草　恵【2009-2011年】）
倉木麻衣／「one for me」 (作詞／倉木麻衣　作・編曲／Yoo, Hae Joon)
さかなクン／「コイシテイルカ」（作詞／もりちよこ　作曲／ユ・ヘジュン　編曲／ユ・ヘジュン、RYU、Jeff Miyahara ＊NHKみんなのうた【2009年】）　
藤本美貴／「置き手紙」（ユ・ヘジュン　サウンド・プロデュース、編曲。＊演奏には、韓国のトップミュージシャンらが参加した。）　「遠い恋人」（ユ・ヘジュン　サウンド・プロデュース、作・編曲　作詞／もりちよこ　）
パク・カンウク（ピアニスト）／「サランハ　ムニダ（愛しています）～初めて２～」（作曲／ユ・ヘジュン　＊日韓合作アニメ“冬のソナタ”挿入曲　【日本2010年】）他多数
タッキー＆翼／「友よ」（作詞／もりちよこ　作曲／ユ・ヘジュン　編曲／大西克己　＊NHKみんなのうた【2011年】）　

### 日本（歌唱／作・編曲含む）
「チグエソ地球の空の下で」（作詞／もりちよこ　作曲／ユ・ヘジュン　編曲／馬飼野康二　＊NHＫ“みんなのうた”日本デビュー曲【2006年】）
「ポゴ　シプタ（逢いたい）」（作詞／ユ・ヘジュン、もりちよこ　作・編曲／ユ・ヘジュン ＊日韓合作アニメ“冬のソナタ”挿入歌）【日本2010年】）